# Eugène Atget
Jean Eugène Auguste Atget, né le 12 février 1857 à Libourne et mort le 4 août 1927 à Paris 14e, est un photographe français.
Il est principalement connu pour ses photographies documentaires sur le Paris de la fin du XIXe et du début du XXe siècle.

## Biographie

### Enfance et premières années

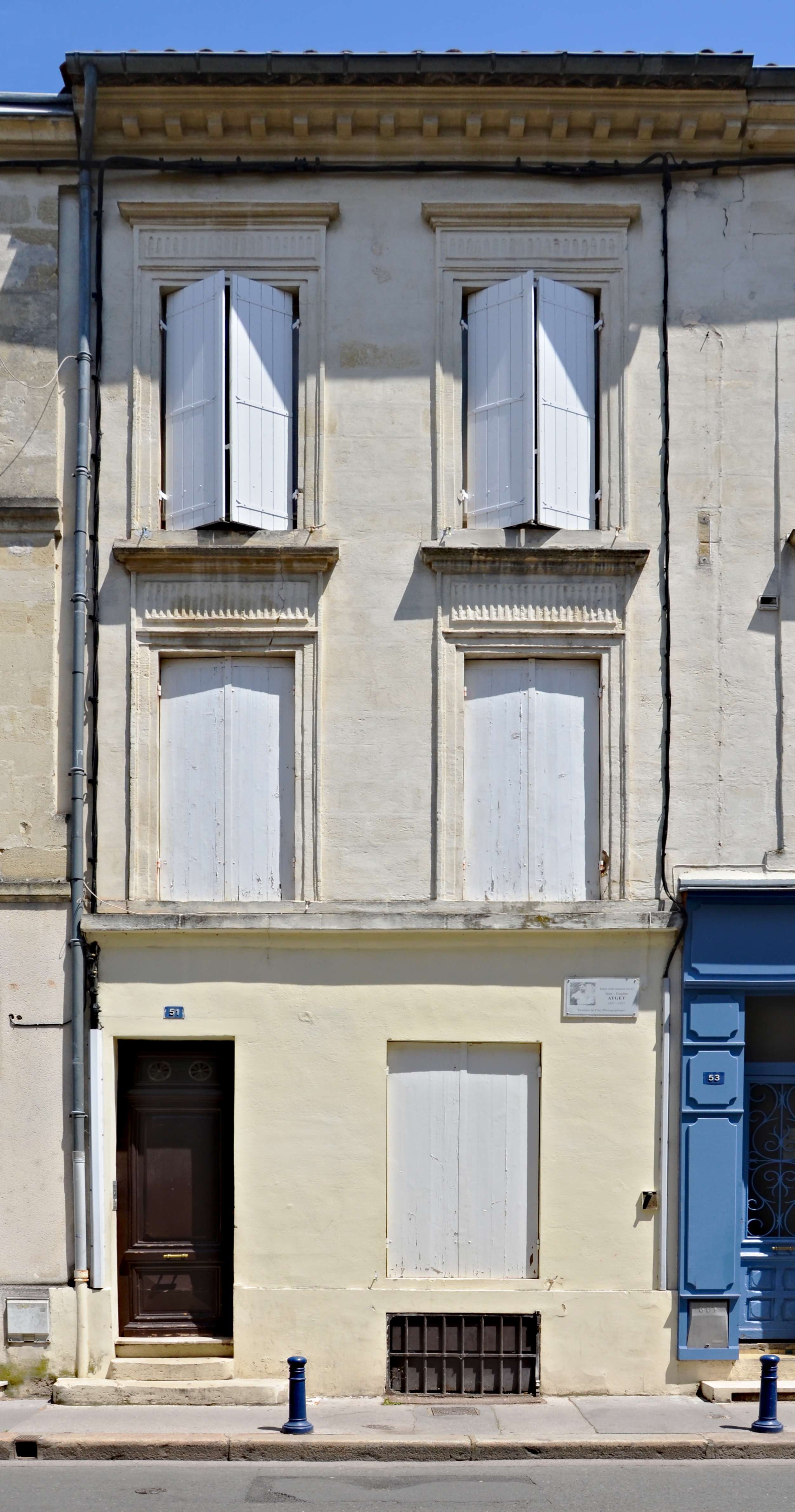
Maison natale d'Eugène Atget à Libourne.

Eugène Atget est né à Libourne d'un couple d'artisans originaires de la banlieue parisienne. Orphelin à l'âge de cinq ans, il est élevé par ses grands-parents à Bordeaux. Après de courtes études secondaires, il s'embarque comme garçon de cabine sur un paquebot de ligne et travaille, de 1875 à 1877, sur des lignes desservant l'Amérique du Sud.
En 1878, de retour à Paris, il tente d'entrer, sans succès, aux cours d'art dramatique du Conservatoire. Il doit alors accomplir son service militaire. En 1879, il tente de nouveau le Conservatoire et réussit, mais l'assiduité est incompatible avec ses obligations militaires. Il est exclu du Conservatoire en 1881. Il commence une carrière d'acteur qu'il poursuivra durant quinze ans, sans grande réussite : il joue des rôles mineurs dans des théâtres de banlieue. En 1885, il entre dans une troupe ambulante de comédiens. Son métier lui permet de rencontrer, en 1886, Valentine Delafosse-Compagnon (1847-1926), qui deviendra sa compagne.
L'année suivante, victime d'une affection des cordes vocales, il abandonne le théâtre et Paris pour se lancer dans la peinture, le dessin puis la photographie. Dès 1890, il est de retour à Paris pour s'essayer à la peinture, sans grand succès. S'il ne joue plus sur scène, Atget continue longtemps d'entretenir sa passion pour le théâtre, en donnant notamment des conférences sur cet art dans les universités populaires, et ce jusqu'au déclenchement de la Première Guerre mondiale.

### Le photographe
Il comprend vite que les peintres, architectes et artisans ont besoin de documentation, c'est alors qu'il se tourne vers la photographie. Il commence à photographier des paysages, des arbres et des plantes, avec l'intention de réunir une collection documentaire à destination des peintres.
Vers 1897, il se lance dans une entreprise de photographie exhaustive de vues de Paris. Sa clientèle évolue : Atget s'adresse désormais prioritairement aux amateurs de l'histoire de Paris et aux institutions culturelles (bibliothèques, musées…). Ces institutions sont alors en train de rassembler d'importants fonds photographiques documentaires, notamment sur les monuments de Paris et achèteront au photographe des milliers de clichés.

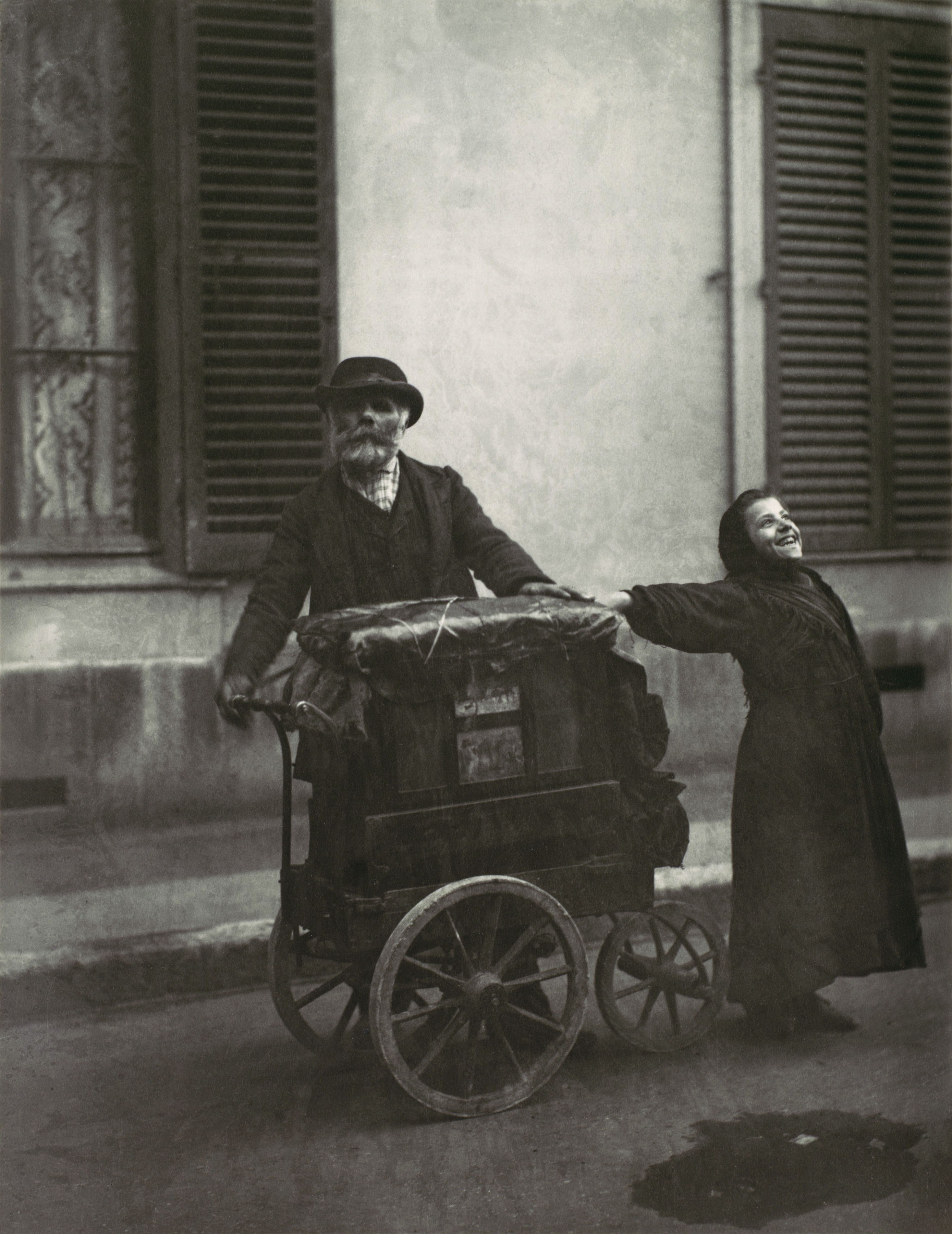
Série des « petits métiers de Paris », Joueur d'orgue (1898).

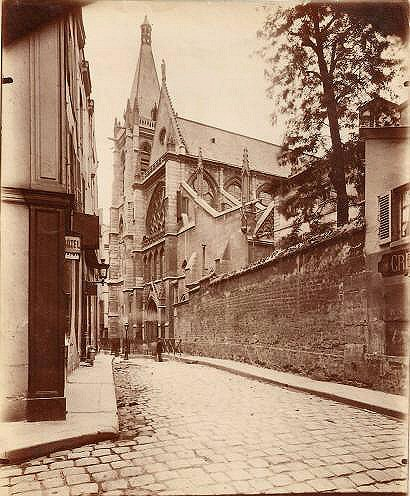
Série du « Paris artistique et pittoresque », rue des Prêtres-Saint-Séverin (Paris 5e).

Eugène Atget organise ses photographies en cinq séries. La première, des « Paysages documents » est issue de sa première expérience de documentation pour les peintres : elle rassemble des études d'arbres, de parcs. La deuxième est consacrée aux environs de Paris. La troisième, la plus célèbre, est intitulée « Paris pittoresque » et comprend 900 photographies. Elle comporte plusieurs sous-séries, « Petits métiers de Paris », condamnés à disparaître ; les devantures des boutiques (il vend ses tirages aux commerçants pour une somme modique).
La quatrième série, « Art dans le Vieux Paris » consiste en des collections de portes, d'escaliers, de heurtoirs, pris frontalement et systématiquement de 1898 à 1927.
La dernière série, intitulée « Topographie du Vieux Paris » est réalisée entre 1906 et 1915 : Atget photographie systématiquement chaque arrondissement pour répondre aux besoins des fichiers topographiques de la Bibliothèque historique de la ville de Paris.
L'approche du photographe est très méthodique, photographiant jusqu'à épuisement d'un sujet avant d'en aborder un autre.
Il va à contre-courant du mouvement photographique pictorialiste alors en vogue qui cherche à imiter la peinture avec des flous et des retouches, réalisant des clichés nets et détaillés mais en s'attachant au cadrage, à l'usage des lignes de fuites ou à la répartition de la lumière. Il utilise également encore un appareil en bois, avec une chambre à soufflet, exigeant des poses longues pour exposer les plaques en gélatino-bromure d'argent, négligeant les nouveaux appareils plus légers et rapides apparus au tournant du siècle. Jamais noir et blanc, la teinte de ses photographies oscille du sépia au brun-violacé selon les tirages, permettant toujours d'apprécier les contrastes. Eugène Atget réalise lui-même tous ses tirages dans son appartement et les classe dans des albums qu'il va régulièrement présenter à ses clients. Un système de numérotation lui permet de remplacer dans les albums les clichés vendus par de nouveaux tirages.

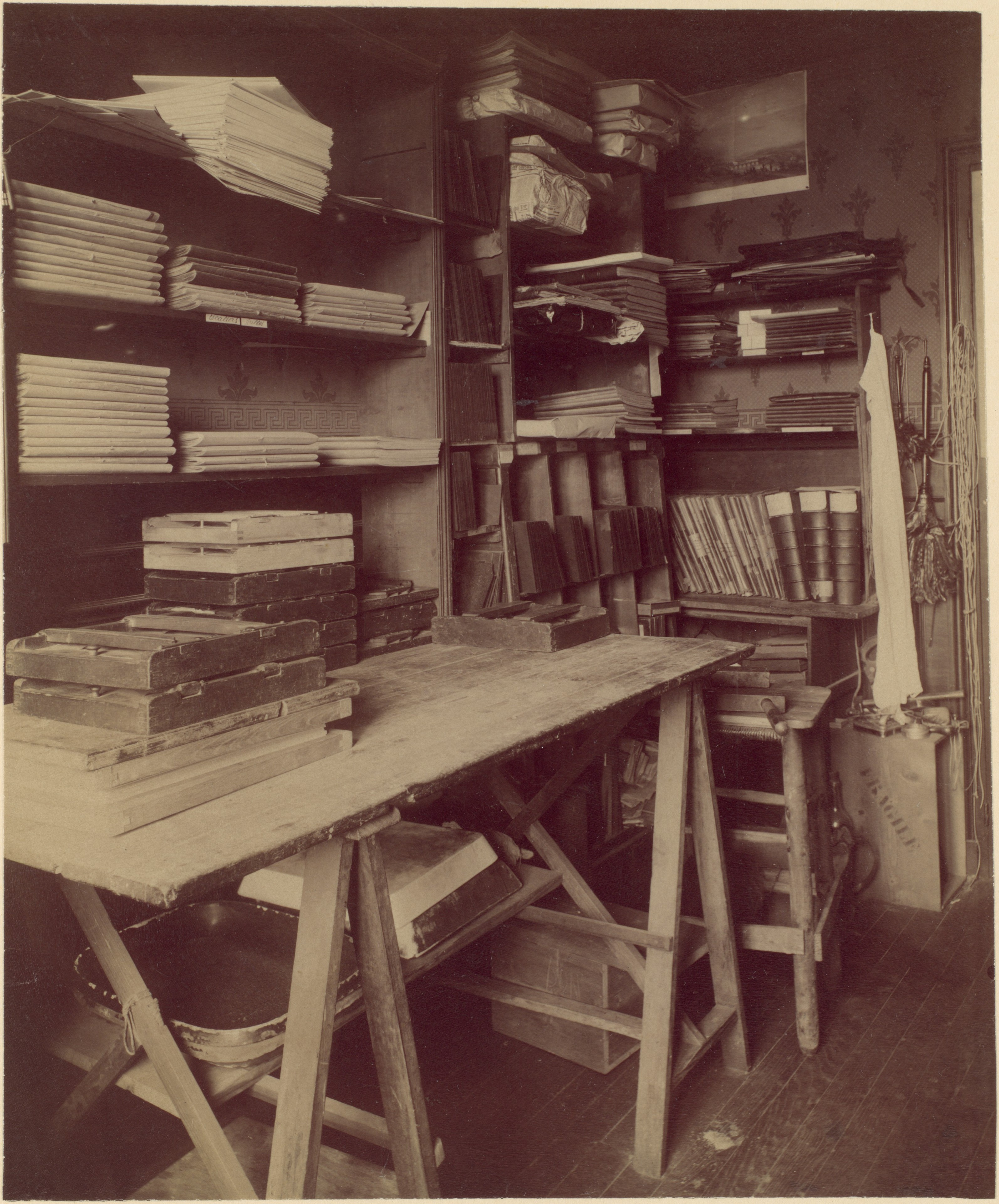
L'atelier d'Atget avec des châssis-presses (vers 1910), New York, Metropolitan Museum of Art.

En 1899, le couple s'installe au 17 bis, rue Campagne-Première, dans le quartier du Montparnasse. Atget photographie à plusieurs reprises son trois pièces et inclut ces clichés dans la série des « Intérieurs parisiens », parfois sous des identités factices.
Malgré des clients institutionnels réguliers (Bibliothèque nationale de France, Bibliothèque historique de la ville de Paris, musée Carnavalet), la situation financière d'Atget demeure précaire — le couple vivra pendant un temps sur les seuls revenus de sa femme —, particulièrement pendant et après la Première Guerre mondiale, au cours de laquelle il cesse progressivement de photographier jusqu'au début des années 1920.
En 1920, Atget cède les négatifs de 2 621 de ses clichés à l'administration des monuments historiques contre la somme de 10 000 francs. Deux mille négatifs supplémentaires seront acquis par la même institution après la mort de l'artiste.
Vers 1921-1925, Atget rencontre Berenice Abbott puis Man Ray, qui lui achètent des œuvres, suivis par d'autres artistes illustres comme Georges Braque, André Derain, Maurice Utrillo, Maurice de Vlaminck, André Dunoyer de Segonzac, Moïse Kisling et Tsugouharu Foujita.
Il meurt dans la misère le 4 août 1927 en son domicile dans le 14e arrondissement de Paris et est inhumé dans la 95e division du cimetière parisien de Bagneux. Sa tombe a aujourd'hui disparu. Son ami André Calmettes est désigné comme exécuteur testamentaire.

## Postérité
Peu avant la mort du photographe, les surréalistes, notamment Man Ray, grâce à son assistante Berenice Abbott, découvrent son œuvre. Par la publication de divers articles et ouvrages sur son travail, Berenice Abbott permet de faire connaître la documentation qu'il a constituée sur les quartiers anciens de Paris. Elle dit au sujet d'Atget :

« On se souviendra de lui comme d'un historien de l'urbanisme, d'un véritable romantique, d'un amoureux de Paris, d'un Balzac de la caméra, dont l'œuvre nous permet de tisser une vaste tapisserie de la civilisation française. »

En 1927, l'année de la mort d'Atget, l'administration des monuments historiques et des sites acquiert 2 000 plaques de son travail.
Du 27 mai au 7 juin 1928, s'ouvre le premier Salon indépendant de la photographie, dit « salon de l’escalier » car il se tient dans l’escalier de la Comédie des Champs Élysées, expose des photographies d'Atget aux côtés de celles de Germaine Krull, André Kertesz, Man Ray, Paul Outerbridge. Après cette présentation posthume, son œuvre devient une référence dans les milieux de l’avant-garde photographique. Les thèmes de ses photos inspirent Lucien Vogel, qui lance en mars 1928 l’hebdomadaire d'information illustré VU, et les reportages photographiques que Germaine Krull signe dans ce magazine. En novembre 1928, Pierre Mac Orlan utilise une photo d’Atget pour illustrer son article fondateur sur La Photographie et le fantastique social dans la revue Les Annales. Quand la revue L'art Vivant lance en janvier 1929 une enquête sur le thème « La photographie est-elle un art ? », qui fait la promotion de la Nouvelle Vision photographique, c'est une photographie due à Atget qui se trouve en couverture.
L'œuvre photographique d'Atget a particulièrement intéressé le philosophe et critique Walter Benjamin dans son opuscule L'Œuvre d'art à l'époque de sa reproductibilité technique, ou encore dans sa Petite Histoire de la photographie. Dans le premier ouvrage, le travail photographique d'Atget fait figure de précurseur dans l'histoire de cette nouvelle catégorie esthétique, à savoir la valeur d'exposition :

« Dès que l'homme est absent de la photographie, pour la première fois, la valeur d'exposition l'emporte décidément sur la valeur cultuelle. L'exceptionnelle importance des clichés d'Atget qui a fixé les rues désertes de Paris autour de 1900, tient justement à ce qu'il a situé ce processus en son lieu prédestiné. On a dit à juste titre qu'il avait photographié ces rues comme on photographie le lieu d'un crime. Le lieu du crime est aussi désert. Le cliché qu'on en prend a pour but de relever des indices. Chez Atget, les photographies commencent à devenir des pièces à conviction pour le procès de l’Histoire. C'est en cela que réside leur secrète signification politique. Elles en appellent déjà à un regard déterminé. Elles ne se prêtent plus à une contemplation détachée. Elles inquiètent celui qui les regarde ; pour les saisir, le spectateur devine qu'il lui faut chercher un chemin d'accès. Dans le même temps, les magazines illustrés commencent à orienter son regard. Dans le bon sens ou le mauvais, peu importe. Avec ce genre de photos, la légende est devenue pour la première fois indispensable et il est clair qu'elle a un tout autre caractère que le titre d'un tableau […]. »

— Walter Benjamin, L'Œuvre d'art à l'époque de sa reproductibilité technique.
Les tirages de ses photographies se retrouvent principalement à Paris au musée Carnavalet (9 000), à la Bibliothèque historique de la ville de Paris (5 600), à la Bibliothèque nationale de France (4 000), et au Museum of Modern Art de New York, qui possède une partie du fonds d'atelier d'Atget et des milliers de tirages achetés par Berenice Abbott à la mort du photographe.

## Hommages
- En 1978, la rue Eugène-Atget dans le 13e arrondissement de Paris prend son nom en hommage.
- En 1980, une rue reçoit le nom d'Eugène-Atget à Libourne.
- La même année (1980), le collège public de Libourne reçoit son nom.
- La ville d'Issy-les-Moulineaux a donné le nom d'Eugène Atget à une de ses rues.
- En 2008, un cratère de la planète Mercure reçoit le nom d'Atget en son honneur[12].

## Expositions
- Eugène Atget, projection au théâtre antique lors du festival les Rencontres d'Arles en 1972.
- Rouen vue par Atget, Rouen, bibliothèque municipale, 1979.
- Les Hauts-de-Seine en 1900. 127 photographies d'Eugène Atget, Sceaux, musée du Domaine départemental de Sceaux, du 26 avril au 26 juin 1991.
- Atget. Une rétrospective, Paris, Bibliothèque nationale de France, du 27 mars au 1er juillet 2007, Sylvie Aubenas, Guillaume Le Gall, Laure Beaumont-Maillet, Clément Chéroux et Olivier Lugon.
- Bonjour Monsieur Atget ! Il y a un siècle, promenade photographique au Pays d'Étampes, Étampes, musée intercommunal d'Étampes, du 15 septembre au 15 décembre 2007.
- Eugène Atget. Paris um 1900, Fotomuseum Winterthur, de mars au 25 mai 2008.
- Atget et Sceaux, entre rêve et réalité, écuries du parc de Sceaux, du 6 octobre 2008 au 6 février 2009.
- El viejo Paris, Madrid, Fundación MAPFRE, du 27 mai au 27 août 2011.
- Eugène Atget, Paris, Paris, musée Carnavalet, du 25 avril au 29 juillet 2012.
- Paris and its environs. Eugène Atget, Édouard Baldus, Brassaï, Louis-Émile Durandelle, Rémy Duval, San Francisco, Robert Koch Gallery, de juillet à septembre 2014.
- Eugène Atget, voir Paris ; à la fondation Cartier-Bresson, Paris, du 3 juin au 19 septembre 2021.
- Eugène Atget, Poète Photographe, Musée des Beaux-Arts de Libourne - Chapelle du Carmel, du 19 novembre 2022 au 19 février 2023.

## Évocations dans la littérature
- Michèle Fabien, Atget et Bérénice, Actes Sud-Papiers, coll. « Théâtre », 1989, montée par l'Ensemble Théâtral Mobile, en 1989, à l'occasion des Rencontres d'Arles  (ISBN 978-2869432093).
- Cécile Ladjali, Ordalie, Babel, Actes Sud, décembre 2013  (ISBN 9782330026295)
- Baudouin de Bodinat, Eugène Atget, poète matérialiste, Éditions Fario, Paris, 2014